# Lijst van rijksmonumenten in Bunde
De plaats Bunde telt 11 inschrijvingen in het rijksmonumentenregister. Hieronder een overzicht.
| Object                                                | Oorspronkelijke functie?  | Bouwjaar              | Architect                 | Locatie               | Coördinaten?                  | Nr.?   | Afbeelding        |
| ----------------------------------------------------- | ------------------------- | --------------------- | ------------------------- | --------------------- | ----------------------------- | ------ | ----------------- |
| Weerter Hof                                           | Boerderij                 | 1671                  |                           | Weert 85              | 50° 53' 16" NB, 5° 44' 0" OL  | 28467  | Meer afbeeldingen |
| Voormalige Parochiekerk Agnes                         | Kerk en kerkonderdeel     | 1842                  | Ramakers, N. / Bingen, N. | Burchtstraat 2        | 50° 53' 51" NB, 5° 43' 42" OL | 28468  | Meer afbeeldingen |
| Rustenburg                                            | Boerderij                 | 1654                  |                           | Geulstraat 47         | 50° 53' 49" NB, 5° 43' 30" OL | 28469  | Meer afbeeldingen |
| De Heiligenberg                                       | Kasteel, buitenplaats     | 1777                  |                           | Hofkestraat 15        | 50° 53' 57" NB, 5° 43' 41" OL | 28470  | Meer afbeeldingen |
| Bouwhoeve 't Höfke in haakvorm van mergel en baksteen | Boerderij                 | 18e eeuw              |                           | Hofkestraat 11        | 50° 53' 57" NB, 5° 43' 44" OL | 28471  | Meer afbeeldingen |
| Neoclassicistische inrijpoort                         | Erfscheiding              | eerste helft 19e eeuw |                           | Patronaatstraat bij 4 | 50° 53' 48" NB, 5° 43' 43" OL | 28472  | Meer afbeeldingen |
| Bakstenen hoeve om gesloten binnenplaats              | Boerderij                 | eerste helft 19e eeuw |                           | Weert 93              | 50° 53' 19" NB, 5° 44' 7" OL  | 28473  | Meer afbeeldingen |
| Huize Overbunde                                       | Klooster, kloosteronderdl | 1875-1876             | J. Kayser (??)            | Kloosterweg 58        | 50° 53' 53" NB, 5° 44' 28" OL | 506195 | Meer afbeeldingen |
| Pastorie                                              | Kerkelijke dienstwoning   | ca. 1896              |                           | Patronaatstraat bij 1 | 50° 53' 50" NB, 5° 43' 43" OL | 507217 | Meer afbeeldingen |
| Heilig Hartbeeld                                      | Gedenkteken               | ca. 1925              |                           | Patronaatstraat bij 8 | 50° 53' 49" NB, 5° 43' 45" OL | 507218 | Meer afbeeldingen |
| Brug Bunde                                            | Brug                      | 1934                  |                           | Meerstraat bij 54     | 50° 54' 22" NB, 5° 43' 26" OL | 507221 | Meer afbeeldingen |